# Diari de Buja
El “Diari de Buja” fue un periódico de tendencia absolutista editado en catalán mallorquín en Palma de Mallorca (España) por el religioso trinitario calzado Miguel Ferrer Bauzá. 
Apareció de forma irregular del 23 de agosto al 20 de septiembre de 1812 y del 7 al 30 de abril de 1813, fecha en qué fue definitivamente suspendido por la autoridad gubernativa. Durante este periodo su espacio fue cubierto por dos diarios editados por el mismo Ferrer, la Lluna Patriòtica Mallorquina (28 de marzo-1 de abril de 1813) y Nou Diari de Buja (6 de junio-22 de julio de 1813). En total serían 34 números y 153 páginas, todos ellos imprimidos por Sebastià García, excepto tres ejemplares que fueron imprimidos por Antonio Brusi y Mirabent y Felip Guasp.
El diario estaba escrito en mallorquín coloquial y defendía el absolutismo monárquico en contra del liberalismo, defendido por los diarios Aurora Patriótica Mallorquina y La Antorcha. Se publicaban comentarios de actualidad y de costumbres, libelos políticos, patrañas, fábulas y apologías de carácter burlesco y costumbrista, haciendo la apología del mallorquín contra el castellano, aprovechando que en este idioma se publicaban los dos diarios de tendencia liberal. Fue muy popular entre las clases bajas quizás por el hecho que se hacía difusión oral.